# 七泉鎮 (北卡羅萊納州)
七泉鎮（英語：Seven Springs）是一個位於美國北卡羅萊納州韋恩縣的城鎮。

## 人口
根據2020年美國人口普查的數據，七泉鎮的面積為0.88平方千米，皆為陸地。當地共有人口55人，而人口密度為每平方千米63人。